# Seamus Davey-Fitzpatrick
Seamus Davey-Fitzpatrick est un acteur américain né le 29 décembre 1998 à New York, principalement connu pour son interprétation de Damien dans La Malédiction, un remake du film de 1976.

## Filmographie

### Cinéma
- 2006 : La Malédiction : Damien Thorn
- 2009 : Everybody's Fine : Robert (jeune)
- 2012 : Moonrise Kingdom : Roosevelt
- 2013 : Before Midnight : Hank
- 2014 : Le Prodige : Bobby Fischer (jeune)
- 2017 : The Dinner de Oren Moverman :

### Télévision
- 2007 : New York, unité spéciale (saison 8, épisode 14) : Tommy Truex
- 2013 : New York, unité spéciale (saison 14, épisode 23) : Wayne Randolph